# Agrafie
Agrafie of dysgrafie (van het Oudgrieks ἄ, dat ontkenning aanduidt, respectievelijk δυς, slecht, moeilijk, en γράφὲιν, schrijven) is de medische benaming voor het onvermogen dan wel verminderd vermogen tot schrijven. Agrafie wordt gerekend tot de fatische stoornissen, waartoe ook afasie (dysfasie) en alexie behoren. Het komt vaak in combinatie met een van deze symptomen voor. Het samen voorkomen van agrafie, acalculie, vingeragnosie en een stoornis in de rechts-links-oriëntatie wordt het syndroom van Gerstmann genoemd.